# 漂泊的荷蘭人 (歌劇)
漂泊的荷蘭人，又譯作飛翔的荷蘭人或飛行的荷蘭人，是一部由德國作曲家理查德·瓦格纳所譜寫的歌劇作品，1843年於德國德勒斯登的森柏歌劇院首演，由瓦格纳本人擔任指揮。劇情描述一個因觸怒天神而受到詛咒，在海上漂流多年的幽靈船長尋得真愛而獲得救贖的經歷。

## 創作歷程
1839年，因為長期累積的負債，瓦格纳帶著他的新歌劇作品《黎恩濟》和妻子一同離開原本居住的里加，前往巴黎另尋發展。在旅途中因暴風雨而繞航至挪威，與各種複雜的遭遇，成為日後寫作《漂泊的荷蘭人》的靈感來源。
瓦格纳最初編寫的劇本，以德國詩人海涅的散文故事作為藍本，描述一群因受到詛咒而長期在海上漂流的船員之故事。其劇本於1841年五月完成，樂曲的編寫則完成於同年十一月。

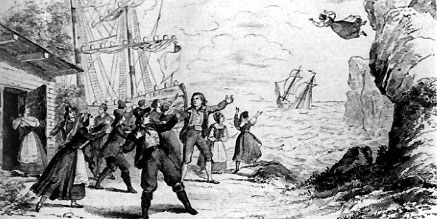
歌劇中的舞台情景（1843）

在抵達巴黎後，為了賺取生活費，瓦格纳同時一面在報紙上撰寫音樂評論，一面繼續完成《黎恩濟》與《漂泊的荷蘭人》兩部劇作。儘管《漂泊的荷蘭人》的劇本曾經以《幽靈船》為劇名，出售與巴黎國家歌劇院，但兩部劇作都未能如願在巴黎上演。在個人經濟狀況未見改善的情況下，他在1842年的春天返回德勒斯登居住。同年秋天，《黎恩濟》成功在德勒斯登森柏歌劇院上演，促使他在德國歌劇界逐漸獲得認同。翌年（1843年）一月，《漂泊的荷蘭人》遂舉行首演，並且由瓦格纳親自指揮樂團演出。
在1851年的一篇文章（Eine Mitteilung an meine Freunde）中，瓦格纳將這部作品稱為自己的歌劇寫作生涯中重要的轉捩點。

## 角色
- 荷蘭人（男中音）
- 達倫：船長（男低音）
- 珊塔：船長之女（女高音）
- 艾里克（男高音）
- 瑪莉（女低音）
- 舵手（男高音）

## 外部連結
- 飛行的荷蘭人　劇情大意 （页面存档备份，存于）
- 漂泊的荷蘭人